# St. Peter und Paul (Villmar)
Die römisch-katholische Pfarrkirche St. Peter und Paul ist ein denkmalgeschütztes Kirchengebäude in Villmar an der Lahn im Landkreis Limburg-Weilburg in Hessen.

## Vorgeschichte
Villmar erscheint urkundlich erstmals im Jahr 1053: Kaiser Heinrich III. schenkte damals seinen Königshof Vilimar „mit allen Zubehör“ an die Benediktinerabtei St. Eucharius (später St. Matthias) zu Trier. Bestätigungen dieser Schenkung aus dem 12. Jahrhundert umschreiben die Grundherrschaft und Pfarrei Villmar mit ihren Filialkirchen in Arfurt, Oberbrechen, Wenigenvillmar (heute Runkel/Schadeck) und Weyer, dazu weitere zehn Orte bzw. Hofgüter. Das Patrozinium des heiligen Petrus (Cathedra Petri, wie der Trierer Dom) spricht für ein hohes Alter der Villmarer Kirche, die eine direkte Trierer Gründung aus dem 7./8. Jahrhundert sein könnte. Auch werden die Villmarer zugehörigen Orte Aumenau und Weyer schon 764 bzw. 790 erwähnt. Im späten Mittelalter kam der heilige Matthias als zweiter Patron hinzu. Anfang des 18. Jahrhunderts ging man zum Doppelpatrozinium St. Peter und Paul über und das Patronatsfest wurde auf den 29. Juni verlegt.
In einer Urkunde von 1281 wird die Villmarer Pfarrkirche „basilica“ genannt, was auf ihre Größe und Bedeutung hinweist. Sie erscheint auf einem Ortsplan von 1699 im Umriss sowie auf einer Ortsansicht um 1740 als mehrschiffiger Bau mit seitlichem Turm, der Gestalt nach ähnlich der spätromanischen St. Jonhannes-Balisika in Lahr im Westerwald. Neben dem St.-Petrus-Hauptaltar gab es einen Kreuzaltar und drei weitere Altäre, welche der Gottesmutter, dem heiligen Matthias und Jakobus sowie den 10.000 Märtyrern geweiht waren.

## Geschichte und Architektur

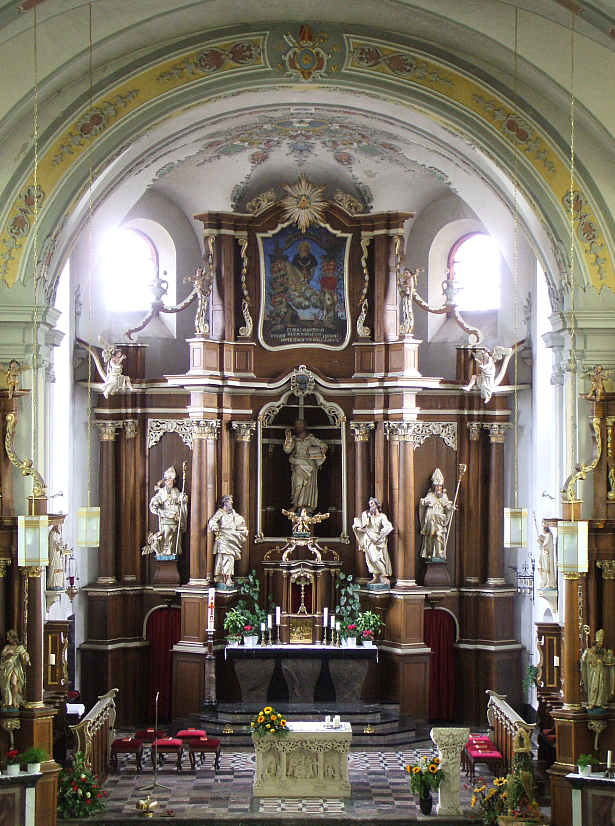
Hochaltar Pfarrkirche St. Peter und Paul

Die Kirche wurde 1746–1749 unter Leitung des aus Tirol stammenden und in Boppard am Rhein ansässigen Thomas Neurohr an Stelle eines im Jahr 1282 „basilica“ genannten spätromanischen Gotteshauses erbaut. Es handelt sich um eine große fünfjochige Saalkirche mit Strebepfeilern und flachem Kreuzgratgewölbe. Dem etwas schmaleren Chorraum mit einem Joch und 5/8-Schluss ist östlich der Turm vorgelagert, dessen barocke Zwiebelhaube im Jahr 1884 nach Blitzschlag eine Erneuerung im Stile der Neugotik erfuhr.
Im Jahr 1957 kam es zu einem chorähnlichen Erweiterungsbau nach Westen durch den Architekten Paul Johannbroer aus Wiesbaden. Die Kirche bietet einschließlich der Empore Platz für rund 500 Gläubige.

## Ausstattung
Im Inneren finden sich eine reiche spätbarocke Ausstattung (1760–1764) aus der Hadamarer Bildhauerschule (Johann Thüringer, Jakob Wies) sowie Arbeiten aus heimischen Lahnmarmor aus dem 18. und 19. Jh. Der heute barocke Jakobusaltar wird bereits im Jahr 1491 als Jakobus- und Matthias-Altar erwähnt.
Der Zelebrationsaltar und Ambo aus französischem Kalksandstein wurden in den 1980er/1990er Jahren von Bildhauer Walter Schmitt (Villmar) künstlerisch gestaltet. Bei der Renovierung 1988/1989 wurden unter der Empore vor der Rückwand zwei neue Kapellen geschaffen, welche die Kreuzigungsgruppe aus dem späten 15. Jahrhundert und den Kreuzweg aufnehmen. Dort fanden auch die Kommunionbänke aus Lahnmarmor einen neuen Platz.

## Orgel

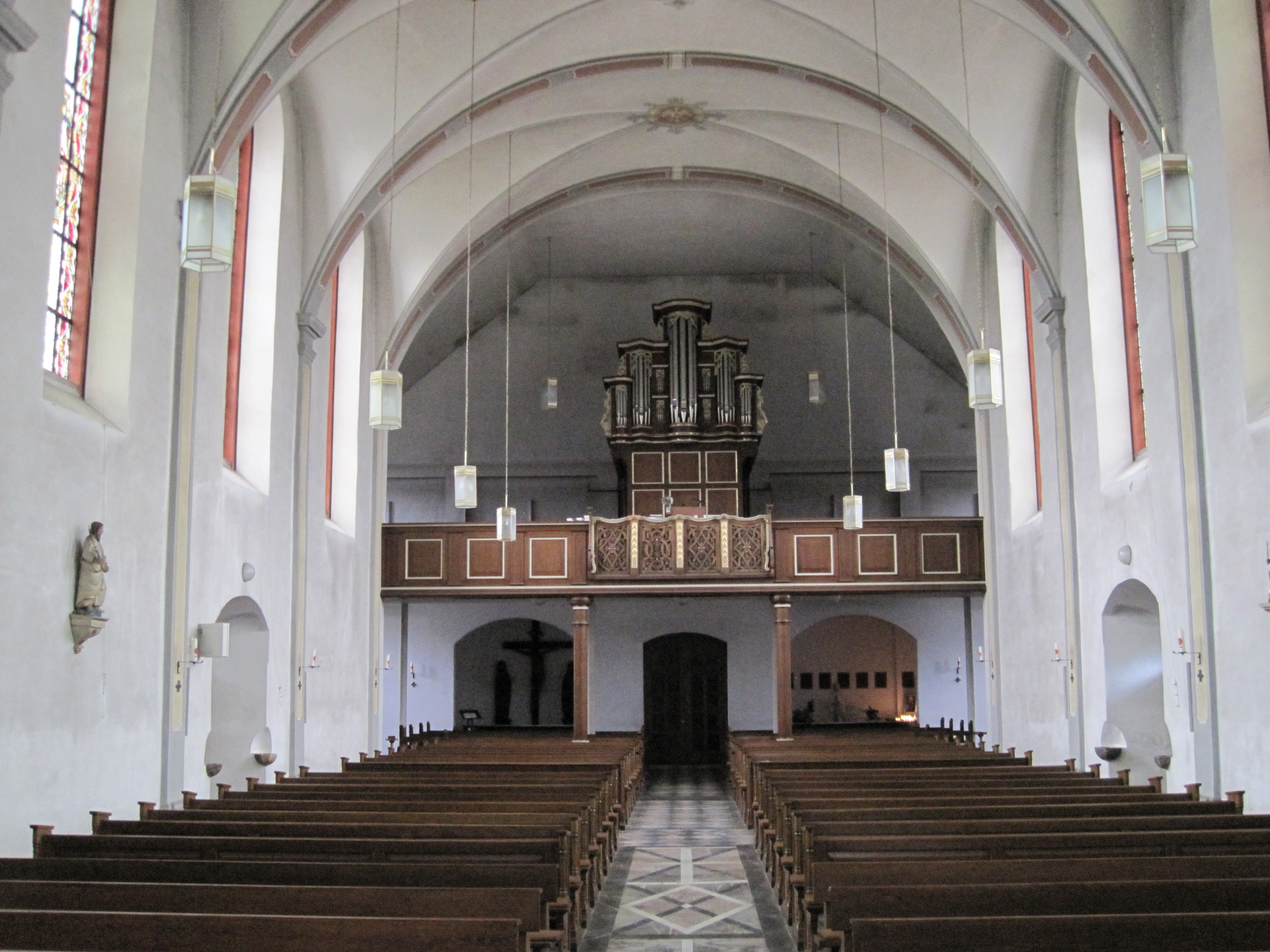
Johann-Christian-Köhler-Barockorgel

Für die alte Kirche ist 1695 eine Orgel nachgewiesen. 1754–1755 baute Johann Christian Köhler aus Frankfurt eine barocke Orgel mit zwei Manualen ein. Daniel Raßmann reparierte das Werk 1821 und 1846. Nach einem Blitzschlag erfolgte 1885–1886 ein Umbau mit 20 Registern durch die Gebrüder Keller aus Limburg hinter dem Prospekt von Köhler. 1932 baute Johannes Klais aus Bonn die Orgel um, ergänzte vier Register und stellte auf eine pneumatische Traktur um. 1976 baute Johannes Klais unter Verwendung wertvoller historischer Pfeifen ein neues Werk. Das Instrument verfügt über 27 Register auf zwei Manualen und Pedal. Der barocke Prospekt mit erhöhtem mittleren Rundturm, flankierenden zweigeschossigen Flachfeldern, zwei Spitztürmen und außen zwei niedrigen Rundtürmen ist erhalten. Vermutlich fünf Register stammen noch von Köhler und acht von Keller. Die Disposition lautet wie folgt:
| I Hauptwerk C–g3 |       |      |
| Bourdon          | 16′   | 1755 |
| Principal        | 8′    |      |
| Hohlflöte        | 8′    | 1755 |
| Dulciana         | 8′    | 1886 |
| Octave           | 4′    | 1886 |
| Traversflöte     | 4′    | 1755 |
| Quinte           | 2 ⁄3′ |      |
| Waldflöte        | 2′    |      |
| Cornett V        |       | 1755 |
| Mixtur IV        | 2′    |      |
| Trompete         | 8′    |      |
| Clairon harm.    | 4′    |      |

| II Echo (schwellbar) C–g3 |       |      |
| Lieblich Gedackt          | 8′    | 1886 |
| Quintade                  | 8′    |      |
| Flöte                     | 4′    | 1755 |
| Principal                 | 2′    | 1886 |
| Quinte                    | 1 ⁄3′ |      |
| Sesquialtera II           |       | 1932 |
| Scharff IV                |       |      |
| Krummhorn                 | 8′    | 1932 |
| Tremulant                 |       |      |

| Pedal C–f1    |     |      |
| Subbass       | 16′ | 1886 |
| Violon        | 16′ | 1886 |
| Offenbass     | 8′  | 1886 |
| Gedackt       | 8′  | 1886 |
| Octavbass     | 4′  |      |
| Hintersatz IV |     |      |
| Dulcian       | 16′ |      |

- Koppeln: II/I, I/P, II/P
- Spielhilfen: 6fache Setzeranlage

## Glocken
| Nr. | Name           | Gussjahr | Gießer, Gussort     | Nominal (HT-1/16) | Gewicht (kg) | Durchmesser (mm) | Inschrift                                                                                   |
| 1   | Peter und Paul | 1951     | Firma Rincker, Sinn | f1 +1             | 758          | 1095             | Die Wahrheit wird euch freimachen. Petre et Paule patroni populi adesti devoti              |
| 2   | Josef          | 1951     | Firma Rincker, Sinn | as1 +1            | 455          | 915              | Der Friede ist das Werk der Gerechtigkeit. Ste. Joseph sis protectro domorum pius et rector |
| 3   | Maria          | 1951     | Firma Rincker, Sinn | b1 +1             | 327          | 822              | Tätige Liebe heilt alle Wunden. Pacis adesto Regina o dulcis virgo Maria                    |
| 4   | Totenglocke    | 1920     | Firma Rincker, Sinn | c1 +2             | 222          | 720              | Mortuos Plango                                                                              |